# 盛田慶吉
盛田 慶吉（もりた けいきち、1924年1月30日 - 2009年3月28日）は、日本の経営者。敷島製パン社長、会長を務めた。

## 経歴
愛知県出身。1948年に早稲田大学商学部を卒業。
松坂屋での勤務を経て、1949年に敷島製パン監査役に就任し、1951年に取締役、1958年に常務を経て、1969年には社長に就任。1998年には会長に就任。
1998年11月に藍綬褒章を受章。
2009年3月28日急性心筋梗塞のために死去。85歳没。